# 灼熱の竜騎兵
『灼熱の竜騎兵』（しゃくねつのりゅうきへい、レッドホット・ドラグーン）は、田中芳樹による日本のSF小説。また、それを原案とするシェアード・ワールドの小説シリーズ。

## 概要
26世紀の太陽系には地球の人口問題を解決するために木星を解体して新たな地球型惑星が15個作られているという設定で、新惑星の一つであるザイオンを舞台に繰り広げられる地球からの独立戦争を描いている。
1988年に『ドラゴンマガジン』（富士見書房）にて連載を開始。富士見ファンタジア文庫にて雑誌掲載分が第2巻まで刊行され、書き下ろしで第3巻が刊行された後、長らく中断していた。また、1990年には第1巻・第2巻のカセットブックが同社より発売されている。
2002年にエニックス（現スクウェア・エニックス）のEXノベルズから、富士見版の3冊を加筆修正した再編集版の第1巻・第2巻を刊行。
それに並行して作品のシェアード・ワールド化が図られ、同レーベルから『灼熱の竜騎兵シェアードワールズ』と銘打って複数の作家による作品が刊行されている。なお、これらの作品では田中芳樹は原案としてクレジットされている。
田中芳樹による初期シリーズでは北爪宏幸が挿絵を担当（EXノベルズ版でも新規の装丁を担当）（ドラゴンマガジン連載初期はカトキハジメが挿絵を描いている）。シェアードワールズ作品での挿絵は、『レインボウ・プラネット』および『ブルー・ストリーム』は北爪、『ハイ・ムーン 銀月の嵐』および『ゴールデン・グリフォン』は越智博之が担当している。

## ストーリー
レッドホット・ドラグーン
未来世界の架空の歴史小説という形態で、ラテンアメリカの独立闘争をモデルにした地球対植民惑星がストーリーとして繰り広げられる。
惑星ザイオンに起きた革命運動は、太陽系全土へと飛び火していく…
シェアードワールズ
各巻の執筆者が「灼熱の竜騎兵 レッドホット・ドラグーン」シリーズの世界設定を使用した作品集。

## 登場人物
レッド・ネッド

アレッサンドロ・ディアス

## 既刊一覧

### 小説
- 田中芳樹（著）・北爪宏幸（イラスト）、富士見書房〈富士見ファンタジア文庫〉、全3巻
  - 『灼熱の竜騎兵 PART1 惑星ザイオンの風』、1988年11月21日発売[1]、ISBN 4-8291-2301-X
  - 『灼熱の竜騎兵 PART2 惑星ザイオンの嵐』、1989年10月17日発売[2]、ISBN 4-8291-2328-1
  - 『灼熱の竜騎兵 PART3 太陽系の風』、1993年10月12日発売[3]、ISBN 4-8291-2524-1
- 田中芳樹（著）・北爪宏幸（イラスト） 『灼熱の竜騎兵』 エニックス〈EXノベルズ〉、全2巻
  1. 2002年9月発行、ISBN 4-7575-0747-X
  2. 2002年9月発行、ISBN 4-7575-0748-8
- 田中芳樹（原案）・北爪宏幸（イラスト、「ブルー・ストリーム」まで）・越智博之（イラスト、「ハイ・ムーン」以降） 『灼熱の竜騎兵シェアードワールズ』 エニックス→スクウェア・エニックス〈EXノベルズ〉、全4巻
  1. 小川一水（著）「レインボウ・プラネット」2002年10月発行、ISBN 4-7575-0784-4
  2. 篠崎砂美（著）「ブルー・ストリーム」2003年3月発行、ISBN 4-7575-0858-1
  3. 羅門祐人（著）「ハイ・ムーン 銀月の嵐」2003年8月発行、ISBN 4-7575-0998-7
  4. 青木基行（著）「ゴールデン・グリフォン」2003年10月発行、ISBN 4-7575-1012-8

### カセットブック
- 田中芳樹 『灼熱の竜騎兵 レッドホット・ドラグーン』 富士見書房〈富士見カセットブック〉、全2巻
  - 『惑星ザイオンの風』、1990年10月22日、ISBN 4-8291-9503-7
  - 『惑星ザイオンの嵐』、1990年12月20日、ISBN 4-8291-9505-3